# Pioui de l'Ouest
Contopus sordidulus
Espèce
Répartition géographique
- Aire de nidification
- Voie migratoire
- Aire d'hivernage

Statut de conservation UICN

 LC  : Préoccupation mineure

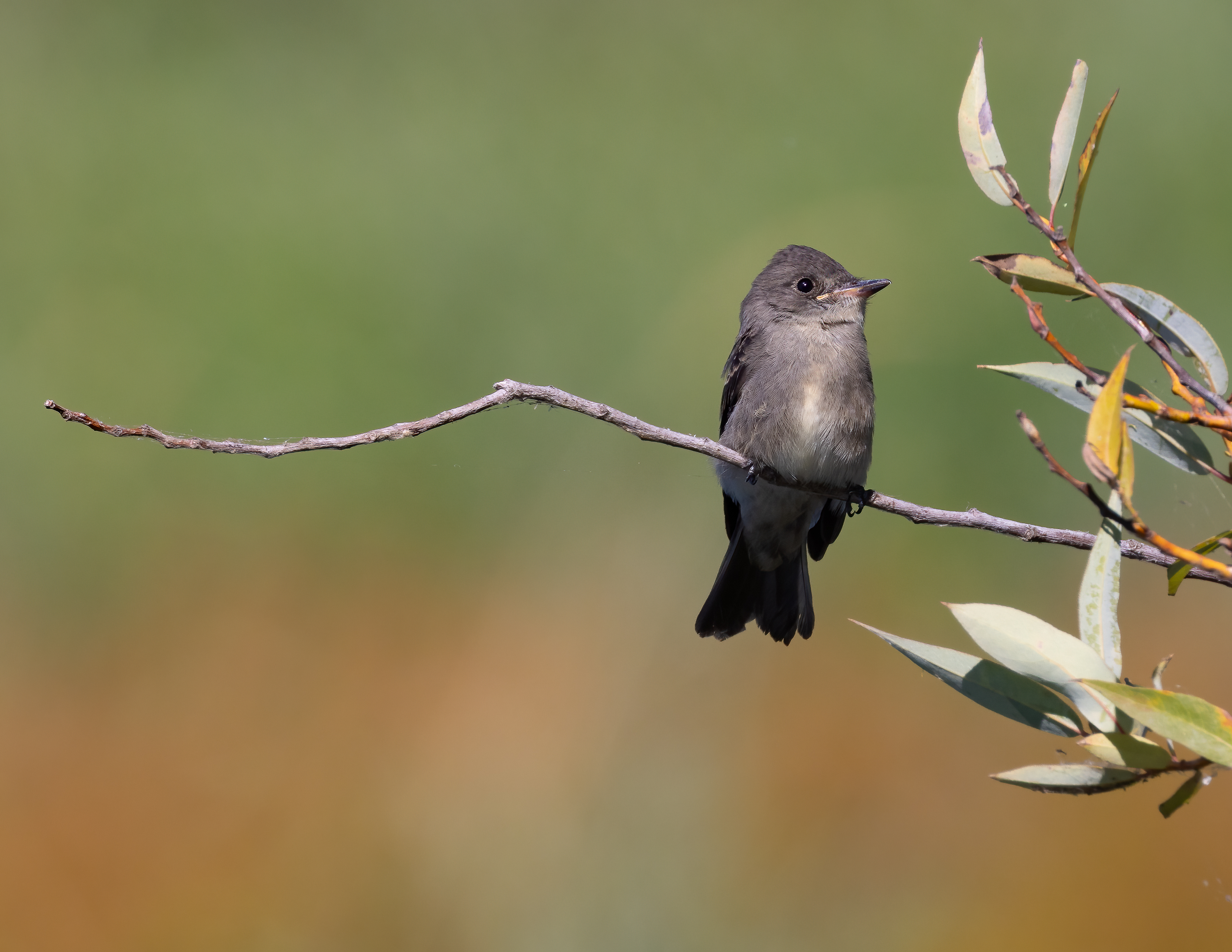
Un pioui de l'ouest près du rivage du Sacramento (fleuve) dans l'ouest de la ville de Chico (Californie). Juillet 2022.

Le Pioui de l'Ouest (Contopus sordidulus) est une espèce de passereaux appartenant à la famille des Tyrannidae.

## Habitat
Cette espèce fréquente les lisières et les forêts, spécialement de conifères mais également des forêts mixtes de conifères et de feuillus ou de peupliers.

## Répartition et sous-espèces
Selon la classification de référence du Congrès ornithologique international (15.1, 2025) il se répartit en quatre sous-espèces (ordre phylogénique) : 
- Contopus sordidulus saturatus Bishop, 1900 — façade nord-ouest nord-américaine ;
- Contopus sordidulus veliei Coues, 1866 — de l'Alaska à travers l'ouest nord-américain ;
- Contopus sordidulus peninsulae Brewster, 1891 — sud de la péninsule de Basse-Californie ;
- Contopus sordidulus sordidulus Sclater, 1859, y compris griscomi — montagnes méso-américaines.